# Vårfruskolan

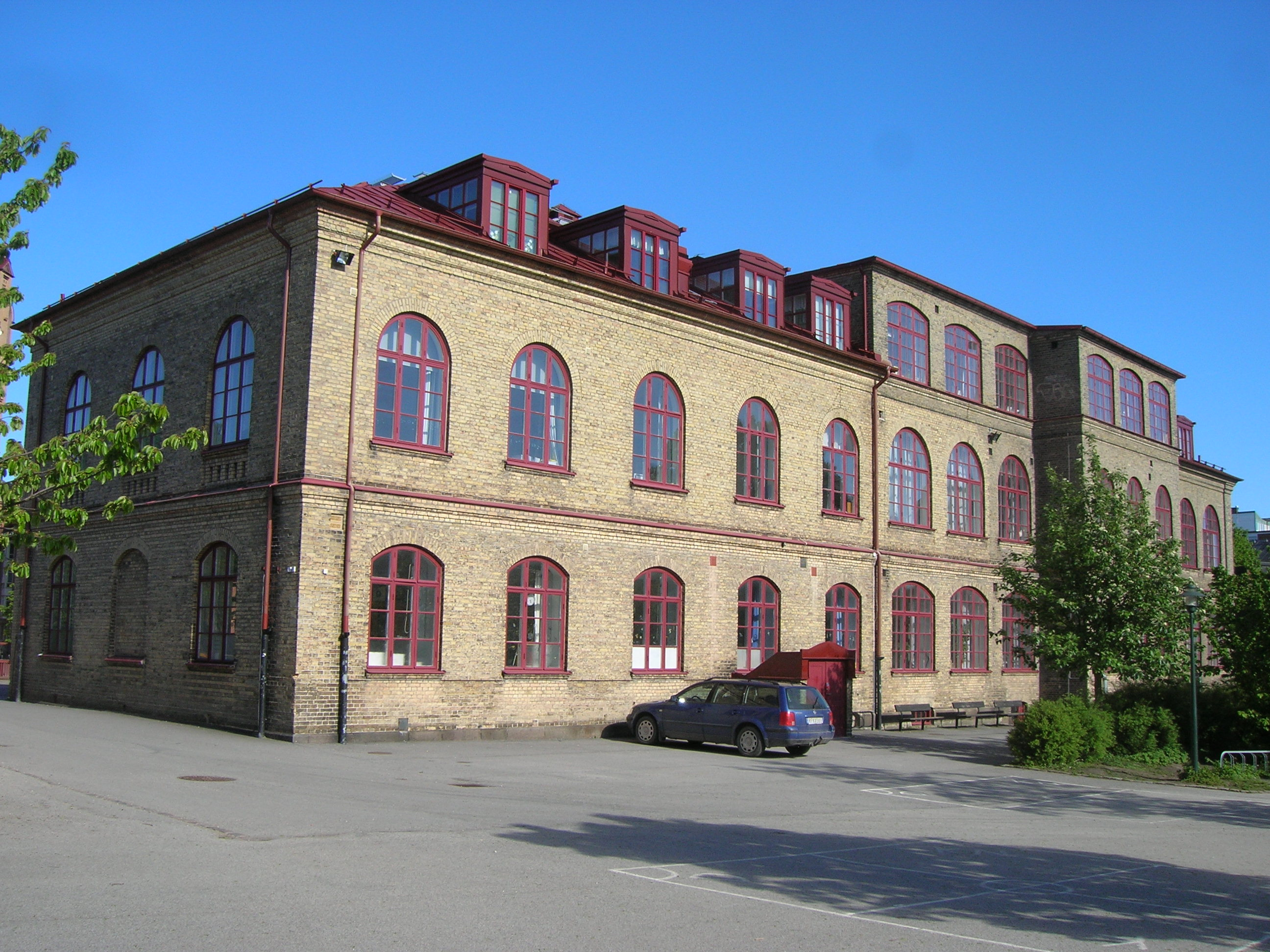
Vårfruskolan.

Vårfruskolan (tidigare Södra skolan) är en grundskola i centrala Lund.

## Historik
Den ursprungliga skolan uppfördes 1868 efter ritningar av arkitekten Per Ulrik Stenhammar med utrymme för folkskola och stadens bibliotek. År 1904 byggdes skolan ut söderut och man uppförde även en gymnastiksal.
1993 byggdes en byggnad för skolbespisning och idrott på skolgårdens norra del. Den ersatte en tidigare byggnad. Ursprungligen hade tillbyggnaden två matsalar, men den mindre gjordes senare om till musiksal och fritidshem.
Sommaren 2024 stängde skolan för en större renovering av huvudbyggnaden och en ny tillbyggnad, vilket beräknades kosta 77 miljoner kronor. Eleverna flyttades till Parkskolan och planerades få börja igen på den nyrenoverade skolan hösten 2026, då man även skulle ta över elever från Apelskolan som läggs ner i samband med detta.